# 学びのフェス
学びのフェスとは、毎年春と夏に科学技術館で開催されている親子向けイベントである。主催は毎日新聞社と毎日メディアカフェ、毎日小学生新聞。当初は夏休みと春休みに毎日新聞東京本社で開催されていたが、2016年より科学技術館に場所を移した。

## 展示内容
環境や食、労働などをテーマに企業や団体の出前授業が行われているが、NGO・NPO、大学などの教育機関からの出展もある。

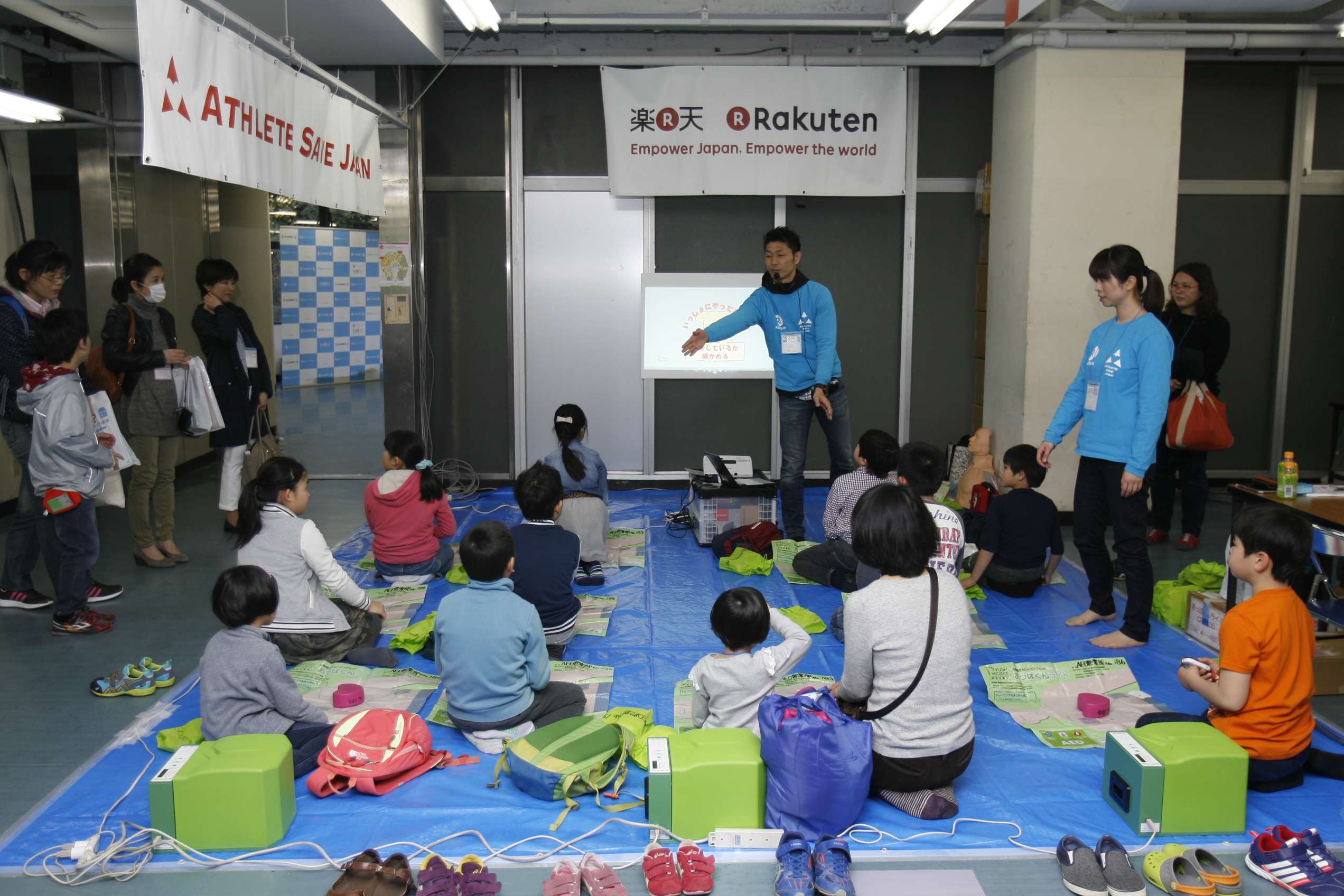
学びのフェス授業の様子

## 出展社・団体
- 2017年春
  - 味の素、ＡＬＳＯＫ、エコマジシャン・ミヤモ、エクスプレス・タックス、オルガニート愛好会、カシオ計算機、カスペルスキー、ガリレオ工房、ＫＤＤＩ、才能教育研究会、湘南クリーンエイド倶楽部、女子栄養大学、ＳＵＢＡＲＵ、スリーボンド、そらべあ基金、デジタルアーツ、東京医療専門学校、東燃ゼネラル石油、ニコリ、日本漢字能力検定協会、日本数学検定協会、日本郵船・全日本海員組合、日本労働組合総連合会、野村ホールディングス、バンダイ、ビーチクラブ全国ネットワーク、富士山クラブ、ほけんの窓口グループ、毎日小学生新聞、ＭＩＹＡの工作室、吉田チヱ子、ライオン[2]

- 2016年春
  - カシオ計算機、戸田建設、東燃ゼネラル石油、味の素、ライオン、KDDI、バンダイ、ALSOK、太平洋セメント、キユーピー、デジタルアーツ、SAPIX小学部、連合、カスペルスキー、そらべあ基金、（公財）日本数学検定協会、エコマジシャン・ミヤモ、ガリレオ工房、MIYAの工作室、ニコリ、ドジ井坂のサーフィン教室、タカラトミーアイビス、国土緑化推進機構、ヤスコーン、こども応援団、ユーグレナ、ノビルコアプリスクール、プレシーズ、富士山クラブ、吉田チエ子、荒川クリーンエイド・フォーラム、JINRIKI、Cui Cui、楽天、大地を守る会、アスリートセーブジャパン[3]